# Дорис-ди-Кампус
Дорис-ди-Кампус (порт. Dores de Campos) — муниципалитет в Бразилии, входит в штат Минас-Жерайс. Составная часть мезорегиона Кампу-дас-Вертентис. Входит в экономико-статистический микрорегион Сан-Жуан-дел-Рей. Население составляет 9276 человек на 2007 год. Занимает площадь 127,3 км². Плотность населения — 71,9 чел./км².
Праздник города — 17 декабря.

## История
Город основан в 1717 году.

## Статистика
- Валовой внутренний продукт на 2003 год составляет 48 533 474,00 реала (данные: Бразильский институт географии и статистики).
- Валовой внутренний продукт на душу населения на 2003 год составляет 5523,33 реала (данные: Бразильский институт географии и статистики).
- Индекс развития человеческого потенциала на 2000 год составляет 0,760 (данные: Программа развития ООН).

## География
Климат местности: горный тропический. В соответствии с классификацией Кёппена, климат относится к категории Cwa.